# Apesanteur
Ne doit pas être confondu avec l'expression homophone « la pesanteur ».
L'apesanteur ou impesanteur est l'état d'un système dans lequel aucune accélération, causée par la gravitation ou toute autre force, ne peut être mesurée par un observateur dans le système en question. Cela inclut les situations de chute libre, mais aussi les situations où le système est suffisamment éloigné de toute source de gravité pour que celle-ci puisse être négligée. Cette situation se traduit par une absence de poids (mais la masse reste inchangée).
Techniquement, un corps n'est pas en situation d'apesanteur en chute libre s'il est suffisamment grand, ou si le champ gravitationnel est suffisamment intense et non uniforme, pour que le corps soit sujet à des forces de marée non négligeables.

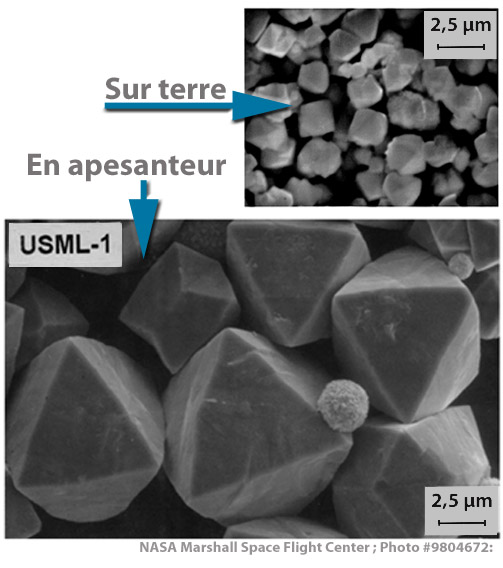
Des cristaux de zéolithe « cultivés » sur Terre (en haut) sont plus petits et moins réguliers que ceux produits en apesanteur (en bas). Cette expérience conduite avec le Center for Advanced Microgravity Materials Processing at Northeastern University in Boston visait à mieux comprendre la synthèse des zéolithes pour notamment améliorer le traitement du pétrole et réduire les coûts des carburants pétroliers.

## Terminologie
Le terme apesanteur est formé du préfixe privatif d’origine grecque a- accolé au mot pesanteur.
Le terme impesanteur utilise le préfixe négatif d’origine latine in-. Ce terme est cependant beaucoup moins employé que le terme apesanteur, bien qu’il ait été préconisé. Un autre terme autrefois également utilisé mais maintenant désuet est non-pesanteur. La principale raison qui a poussé à recommander impesanteur en lieu et place d’apesanteur est la confusion orale possible entre « l'apesanteur » et « la pesanteur »,. 
Le terme « microgravité » est également mal utilisé pour désigner l'état d'apesanteur, en particulier par beaucoup de professionnels. On ne doit parler de microgravité que très loin de la Terre et tout autre astre générant un champ gravitationnel, ou bien aux points de Lagrange où les champs gravitationnels « s'annulent », entre Terre et Lune par exemple.
Sur le modèle de l'anglais zero-g (issu de la formule mathématique signifiant « 0 × g ») on peut aussi utiliser en français l'expression « zéro-g ».

## Cause

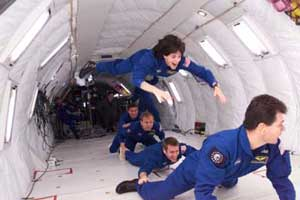
Astronautes en apesanteur lors d'un vol parabolique en avion.

L'apesanteur n'est pas provoquée par l'éloignement de la Terre ou de tout autre corps céleste attractif : l'accélération due à la gravité à une hauteur de 100 km par exemple n'est que de 3 % moindre qu'à la surface de la Terre. L'apesanteur est ressentie lorsque l'accélération subie égale la gravité, ce qui recouvre aussi le cas où le champ de gravité est quasiment nul (loin de toute matière).
D'ordinaire ce qui est ressenti comme le poids n'est pas l'attraction exercée par la Terre (ou tout autre astre) sur nous-mêmes, mais la réaction du sol (ou de toute autre surface sur laquelle nous sommes posés) à cette force. Ainsi, l'apesanteur est ressentie par exemple lorsque nous sommes en chute libre, ou sur une orbite libre autour de la Terre (cas des astronautes). Cela est dû à ce que les astronautes et leur habitacle sont très près les uns des autres et tombent tous avec la même accélération (c'est un référentiel d'inertie).
Albert Einstein postule l'équivalence totale entre la chute libre et l'absence de gravité : aucune expérience physique, aucune mesure ne peut différencier une situation de chute libre d'une situation d'absence de gravité. C'est le principe d'équivalence à l'origine de la théorie de la relativité générale. Cette équivalence n'est que locale, pour des objets ponctuels. Dès qu'un objet possède une certaine étendue, des forces de marée qui exercent des contraintes sur l'objet peuvent être mesurées dans un champ gravitationnel non uniforme (typiquement le champ gravitationnel autour d'une planète où les vecteurs force pointent vers le centre de la planète, et sont donc non parallèles). Dans ce cas, on ne peut pas strictement parler d'apesanteur, mais ces forces sont souvent négligeables étant donné la faiblesse des champs gravitationnels et la petitesse des objets devant la source de gravité.

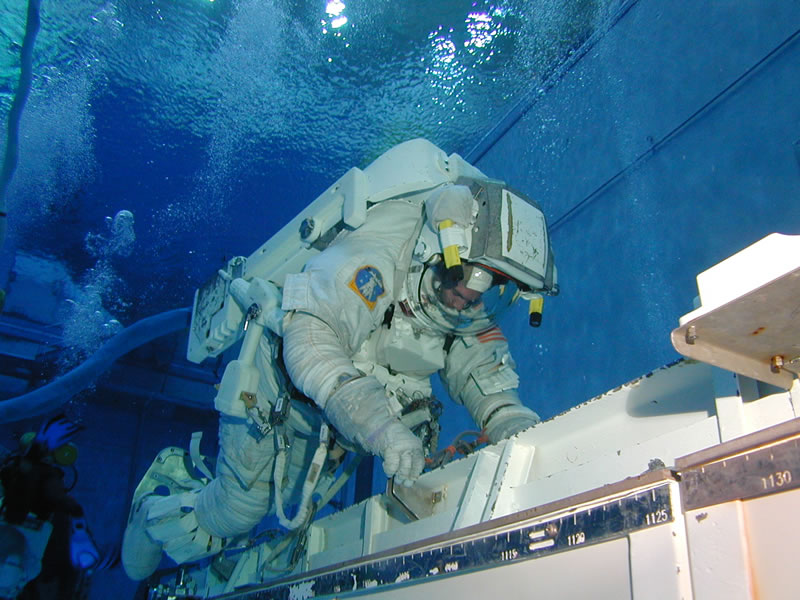
Un astronaute s'entraînant dans la piscine du laboratoire de flottabilité neutre à Houston.

Une situation un peu similaire à l'apesanteur peut être vécue lorsque les effets de la poussée d'Archimède s'opposent à la gravité. Ce type d'équilibre est exploité, par exemple, pour entraîner les astronautes aux manœuvres dans l'espace. Immergés avec leur scaphandre dans une piscine, la poussée d'Archimède les maintient en suspension. Toutefois, contrairement à la pesanteur ou à une accélération, la force d'Archimède n'agit pas sur l'oreille interne, qui contrôle l'équilibre. Les astronautes à l'entraînement dans une piscine continuent donc, notamment, à distinguer le haut du bas, ce qui n'est plus le cas dans l'espace.

## Apesanteur à portée des touristes
Le tourisme spatial est l'activité touristique qui regroupe l'ensemble des expériences, entraînements, vols à sensations, qui permettent d'autoriser des personnes à aller dans l'espace pour des motifs non professionnels. Cette activité s'est d'abord développée à l'initiative des responsables du programme spatial russe, à la recherche de sources de financement à la suite de la crise économique qui a touché leur pays dans les années 1990. Sept personnes ont effectué un séjour de quelques jours dans la Station spatiale internationale entre 2001 et 2009 en déboursant entre 20  et   35 millions de dollars américains. De 2010 à 2018, il n'y a aucune place disponible pour des touristes sur les vols spatiaux russes. En 2019, l'émirati Hazza Al Mansouri va dans l'espace à bord du Soyouz MS-15.
En 2014, au moins 12 sociétés privées développent des programmes de tourisme spatial suborbital, certaines depuis 2003 mais aucune n'est commercialement active. Les prix des vols d'une heure et demie dont quelques minutes en apesanteur sont de 250 000 dollars américains. Enfin il existe des sociétés privées offrant des vols paraboliques atmosphériques qui offrent une micropesanteur (0,01 g) très proche de l'apesanteur durant une vingtaine de secondes. Les vols d'une heure ou deux contiennent typiquement une dizaine à une vingtaine de cycles pour un prix inférieur à 10 000 dollars américains. Trois offres sont disponibles dans le monde, une en Europe, une aux États-Unis, une en Russie.
En 2016, une entreprise en démarrage (start-up) française LOB-6 prévoit de démocratiser ces expériences d'apesanteur en développant une technologie d'ascenseur à apesanteur intégré à des gratte-ciels, avec un prix réduit d'un facteur de 5 à 10.
En Europe, les vols en apesanteur pour le grand public sont réalisés par Novespace (filiale du CNES) en Airbus A310 ZERO G et commercialisés par Avico sous la marque Air Zero G.

## Effet sur la santé et le corps humain
Un séjour en apesanteur fait grandir : tandis que, sur Terre, nos muscles luttent contre la gravité, un séjour en apesanteur conduit le corps à ne plus être soumis à son propre poids, et la colonne vertébrale à gagner en expansion : des astronautes peuvent ainsi gagner plusieurs centimètres. De même, les muscles étant moins ou différemment sollicités, et n'ayant plus à « tenir » le squelette, leur structure change, et ils subissent un vieillissement accéléré. C'est également le cas des os ; cependant, un astronaute récupère généralement ces pertes osseuses une fois revenu sur Terre.